# Лепсе, Иван Иванович
Ива́н Ива́нович Ле́псе (латыш. Jānis Lepse, 2 июля 1889, Рига — 6 октября 1929, Москва) — профсоюзный деятель, революционер. Член ЦК РКП(б) — ВКП(б) с 1924 года, кандидат с 1922. Член Оргбюро ЦК РКП(б) — ВКП(б) с 1924. Член Президиума ВЦСПС с 1924, ВСНХ СССР с 1926, член ВЦИК и ЦИК СССР. Член Исполнительного бюро Профинтерна с 1924.

## Биография
Ян Лепсе родился в Риге в семье рабочего. Латыш. С 14 лет работал формовщиком в литейном цехе на рижском заводе «Фельзер». В шестнадцать лет стал членом Партии социал-демократов, вскоре — руководителем существующей на заводе маленькой ячейки большевистской фракции РСДРП. Участвовал в Первой мировой войне, получил ранение и был демобилизован в связи с непригодностью к дальнейшей службе.
В 1915 году устроился рабочим на один из заводов в Петрограде и быстро занял место среди большевистских агитаторов. В 1917 году Лепсе был секретарём районной организации большевиков Петроградской стороны. После Октябрьской революции руководил биржей труда, затем возглавлял Петроградский союз рабочих-металлистов. В годы гражданской войны был членом Реввоенсовета 7-й армии.
С 1921 года И. Лепсе возглавлял всероссийский, затем — Всесоюзный профессиональный Союз металлистов. Избирался членом и кандидатом в члены ЦК партии, был бессменным членом президиума ВЦСПС, входил в руководство Профинтерна, участвовал в международных конгрессах профсоюзов.
Награждён орденом Красного Знамени.
6 октября 1929 года И. И. Лепсе скончался в результате тяжёлой болезни. Похоронен в Кремлёвской стене на Красной площади в Москве.

## Память
Именем Лепсе названы:
- Электромашиностроительный завод им. Лепсе в г. Кирове;
- Завод металлических сеток в Солнечногорске Московской области;
- НПО «Знамя труда» им. И. И. Лепсе в Санкт-Петербурге; ранее «Завод малых серий „Знамя труда“»[2]
- Улица и завод «Киевтрактордеталь» им. Лепсе в г. Киеве (до 2016 г.);
- Машиностроительный завод им. Лепсе в п. Юго-Камский (Пермская область)
- Автомеханический техникум в г. Павлово Нижегородской области;
- Дворец культуры имени Лепсе в г. Выкса Нижегородской области;
- Дом культуры имени Лепсе в Подольске Московской области;
- Библиотека № 1 Кировского района Санкт-Петербурга (ул. Корнеева, д. 6);
- Улица и площадь в г. Кирове;
- Улицы в городах Ковров, Выкса, Навашино, Магнитогорск, Нижние Серги;
- Судно «Лепсе»;
- Московский вечерний машиностроительный институт.